# Friedrich I. von Lichtenberg
Friedrich von Lichtenberg († 20. Dezember 1306) war von 1299 bis 1306 Bischof von Straßburg.

## Herkunft
Friedrich entstammte dem elsässischen Geschlecht der Herren von Lichtenberg. Seine Eltern waren Ludwig von Lichtenberg und seine Frau Elisa. Erstmals erwähnt 1255 könnte Friedrich um 1237 geboren worden sein. Sein unmittelbarer Vorgänger im Bischofsamt war sein Bruder Konrad III.
Friedrich wurde 1273 Archidiakon von Metz, 1274 Kantor und folgte 1275 seinem Bruder Konrad als Propst des Domkapitels in Straßburg.

## Bischof
Nach dem Tod seines Bruders wurde er am 15. September 1299 in Anwesenheit von König Albrecht I. zu dessen Nachfolger als Bischof von Straßburg gewählt und empfing im April 1300 die Bischofsweihe.
1300 erließ er Statuten für die Diözese und schloss 1301 einen Landfrieden mit König Albrecht I., dem Basler Bischof Peter von Aspelt, dem Landgrafen im Elsass sowie den Städten Basel und Straßburg. 1302/04 verlieh er Ettenheim das Stadtrecht. Er erwarb 1303 von Udalhilt von Fürstenberg die Burg Fürsteneck und die Stadt Oberkirch und verlegte das Augustiner-Chorherrenstift Obersteigen nach Zabern. Nach seinem Tod, 1306, wurde er an der Seite seines Bruders Konrad in der Johanniskapelle des Straßburger Münsters beigesetzt.